# Kazimierz Szydłowski (oficer piechoty)
Kazimierz Aleksander Szydłowski (ur. 20 kwietnia 1895 w Ciechocinku, zm. 10 lutego 1938 we Lwowie) – podpułkownik dyplomowany piechoty Wojska Polskiego, kawaler Orderu Virtuti Militari.

## Życiorys
Urodził się 20 kwietnia 1895 w Ciechocinku. Był synem Stanisława i Marii z Sadkowskich. Przed 1914 został studentem.
Po wybuchu I wojny światowej służył w ramach formowanych Legionów Polskich w szeregach 4 pułku piechoty w składzie III Brygady. Po odzyskaniu przez Polskę niepodległości wstąpił do Wojska Polskiego. Brał udział w wojnie polsko-bolszewickiej 1920. Za swoje czyny w wojnie otrzymał Order Virtuti Militari. 
3 maja 1922 został zweryfikowany w stopniu kapitana ze starszeństwem z dniem 1 czerwca 1919 i 279. lokatą w korpusie oficerów piechoty. 22 lipca 1922 został zatwierdzony na stanowisku pełniącego obowiązki dowódcy I batalionu 4 pułku piechoty Legionów w Skolem. 31 marca 1924 został awansowany do stopnia majora ze starszeństwem z dniem 1 lipca 1923 i 88. lokatą w korpusie oficerów piechoty. W maju 1927 został przesunięty w 86 pułku piechoty w Mołodecznie ze stanowiska dowódcy II batalionu na stanowisko dowódcy III batalionu. Z dniem 2 listopada 1927 został przydzielony do Wyższej Szkoły Wojennej w Warszawie, w charakterze hospitanta, z równoczesnym przeniesieniem do kadry oficerów piechoty. Z dniem 1 września 1929, po ukończeniu kursu i otrzymaniu dyplomu naukowego oficera dyplomowanego, został przeniesiony służbowo do Dowództwa 16 Pomorskiej Dywizji Piechoty w Grudziądzu na stanowisko szefa sztabu. 2 grudnia 1930 został awansowany do stopnia podpułkownika ze starszeństwem z dniem 1 stycznia 1931 roku i 12. lokatą w korpusie oficerów piechoty. 23 października 1931 ogłoszono jego przeniesienie do 2 pułku strzelców podhalańskich w Sanoku na stanowisko zastępcy dowódcy pułku. 20 maja 1932 został przeniesiony na stanowisko komendanta placu Zakopane. 7 czerwca 1934 ogłoszono jego przeniesienie do Dowództwa Okręgu Korpusu Nr VI we Lwowie na stanowisko szef sztabu. Jednocześnie pełnił funkcję komendanta Oddziału Koła 4 Pułku Piechoty Legionów Polskich „Czwartaków” we Lwowie.
Zmarł 10 lutego 1938 roku we Lwowie, po długiej i ciężkiej chorobie. Został pochowany 12 lutego 1938 roku we Lwowie.

## Ordery i odznaczenia
- Krzyż Srebrny Orderu Virtuti Militari nr 1377
- Krzyż Niepodległości (6 czerwca 1931)[23]
- Krzyż Kawalerski Orderu Odrodzenia Polski (11 listopada 1936)[24]
- Krzyż Walecznych (czterokrotnie)
- Złoty Krzyż Zasługi (10 listopada 1928)[25]
- Medal Pamiątkowy za Wojnę 1918–1921
- Medal Dziesięciolecia Odzyskanej Niepodległości